# Коноваловка (Ріддерська міська адміністрація)
Конова́ловка (каз. Коноваловка) — село у складі Ріддерської міської адміністрації Східноказахстанської області Казахстану.
Населення — 251 особа (2009; 231 у 1999, 231 у 1989).
Національний склад станом на 1989 рік:
- росіяни — 100 %